# Joachim Krause-Wichmann
Joachim „Achim“ Krause-Wichmann (* 27. Mai 1930 in Trier; † 7. Juli 2000 in Saarbrücken) war ein deutscher Ruderer, der für das Saarland antrat.

## Biografie
Joachim Krause-Wichmann gehörte der Delegation des Saarlandes bei den Olympischen Sommerspielen 1952 in Helsinki an. Zusammen mit seinem Bruder Hans sowie Werner Biel und Hanns Peters  startete er im Vierer ohne Steuermann. Ihren Vorlauf gewann die Besatzung gegen die favorisierten Boote aus Italien und Norwegen. Im Halbfinale und im Hoffnungslauf unterlagen die vier Ruderer jedoch knapp und verpassten somit das Finale.
Bei den Deutschen Meisterschaften 1954 belegte er im Zweier ohne Steuermann mit Werner Häring den dritten Rang. Ein Jahr später wurde er mit seinem Bruder Hans Zweiter im Zweier mit Steuermann.